# Gläserne Kette
La Gläserne Kette (la chaîne de verre ou la chaîne de cristal en allemand) est une correspondance épistolaire, une lettre-chaîne qui se déroule de novembre 1919 à décembre 1920, entre des architectes qui dessinent beaucoup et ne construisent pas. Lancée par Bruno Taut, elle désigne par extension le cercle d'artistes précurseurs de l’architecture expressionniste en Allemagne, mettant en avant l'architecture de verre qui est alors le symbole d'une architecture utopique. Si la Première Guerre mondiale suscite chez les expressionnistes allemands une architecture de la transparence et du mouvent, cette tendance à l'utopie persiste après la guerre mais sur un mode constructiviste et non plus sur le mode expressionniste.

## Noms, noms de plume et localisation des participants
| Nom                  | nom de plume    | localisation |
| -------------------- | --------------- | ------------ |
| Wilhelm Brückmann    | Brexbach        | Emden        |
| Hermann Finsterlin   | Prometh         | Stuttgart    |
| Paul Goesch          | Tancred         | Berlin       |
| Jakobus Göttel       | Stellarius      | Cologne      |
| Walter Gropius       | Maß             | Weimar       |
| Wenzel August Hablik | W.H.            | Itzehoe      |
| Hans Hansen          | Antischmitz     | Cologne      |
| Carl Krayl           | Anfang          | Tuttlingen   |
| Wassili Luckhardt    | Zacken          | Berlin       |
| Hans Luckhardt       | Angkor          | Berlin       |
| Hans Scharoun        | Hannes          | Insterburg   |
| Bruno Taut           | Glas            | Berlin       |
| Max Taut             | sans pseudonyme | Berlin       |